# Carole Bayer Sager
Carole Bayer Sager (Nova Iorque, 8 de março de 1947) é uma produtora musical, compositora, liricista e cantora norte-americana popular pela realização de trabalhos em musicais da Broadway e em trilhas-sonoras de filmes de sucesso como "Mens@gem Para Você" (1998).

## Biografia
Ganhou destaque pela primeira vez em 1966 após compor "A Groovy Kind Of Love" para a banda Mindbenders. A canção foi posteriormente regravada por Sonny & Cher, Petula Clark e Phil Collins. Em 1970 escreveu o musical Georgy, um sucesso da Broadway. Se lançou como cantora em 1977. Conquistou sucesso internacional com o compacto "You're Moving Out Today".
Gravou outros dois álbuns, mas passou a se dedicar mais à carreira de produtora e compositora.
Foi responsável por sucessos de Peter Allen ("Fly Away"), Carly Simon ("Nobody Does It Better"), Barbra Streisand ("Niagara"), Liza Minnelli ("More Than I Like You"), Carole King ("Anyone At All"), Dionne Warwick & Friends ("That's What Friends Are For"), Aretha Franklin ("Someone Else's Eyes"), Frank Sinatra ("You and Me"), Michael Jackson ("It's The Falling In Love"), Whitney Houston ("Try It On My Own"), Diana Ross ("It's My Turn"),Celine Dion ("The Prayer") e Neil Diamond :Hearlight,On the Way to the Sky,Front Page Story,I`m Guity,Crazy , Turn Around e Roberto Carlos "Niagara".